# بول ديراك
بول أدريان موريس ديراك  (بالفرنسية: Paul Adrien Maurice Dirac)‏، هو عالم فيزياء بريطاني وأحد مؤسسي نظرية ميكانيكا الكم. ولد في 8 أغسطس من سنة 1902 في بريستول، وتوفي في 20 أكتوبر 1984 في تلاهاسي، فلوريدا.
قام بتطوير نظرية فيزيائية مهمة تشمل في صلبها نظريات هايزنبرغ وشرودنجر كحالات خاصة. وفي عام 1928، وبالاعتماد على مصفوفات الغزل 2×2 التي يعتقد أنه اكتشفها بشكل مستقل عن عمل ولفجانج باولي على أنظمة الغزل الغير نسبية، قام باشتقاق المعادلة التي سميت باسمه "معادلة ديراك"، كمعادلة نسبية لحركة الدالة الموجية للإلكترون. قاد هذا العمل ديراك إلى التنبؤ بوجود البوزيترون، الجسيم المضاد للإلكترون، والذي فسره بما اصبح يدعى بحر ديراك.
وأُكتشف البوزيترون فيما بعد من قبل كارل أندرسون في عام 1932. وقد ساهمت معادلة ديراك أيضا في تفسير مصدر الغزل الكمومي كظاهرة نسبية.
وبذلك بدأت شهرة ديراك باشتقاقه للوصف الرياضي الدقيق للجسيمات الأولية الذي وفق فيه بين كل من ميكانيكا الكم والنظرية النسبية الخاصة.
كانت معادلات ديراك مدهشة في كونها استخدمت المصفوفات بدلاً من الكميات القياسية، وكانت لخواص معادلة ديراك أهميةً عظيمة في الفيزياء النظرية. علاوةً على ذلك، كانت معادلته مدهشة لأنها قدمت وصفاً دقيقً جداً لغزل الجسيمات الأولية. وأغرب ما جاء فيها احتوائها على عناصر سالبة لكتلة الجسيمات. ونتيجةً لذلك، استنتج ديراك أن كل جسيمٍ لا بد أن يحتوي على جسيمٍ مضاد، فأشرق بنظريته الكمومية عن حركة الإلكترون التي قادته عام 1928 لافتراض وجود جسيمٍ مطابقٍ للإلكترون في جميع مظاهره، إلا أنه يحمل شحنةً كهربائيةً موجبةً (معاكسةً بالإشارة لشحنة الإلكترون) سمي البوزيترون أو الإلكترون الموجب.
انتظرت نظرية ديراك حتى عام 1932 عندما قام الفيزيائي الأمريكي كارل ديفيد أندرسون بإثبات وجود البوزيترون. نسبةً إلى ذلك، بات ديراك يُعَد مؤسس الديناميكا الكهربائية الكمية الحديثة. نال سنة 1933 مع شرودنجر جائزة نوبل للفيزياء. أما في الرياضيات فقد كانت له أعمال كثيرة منها دالة ديراك أو ما يسمى ب دالة دلتا.
عمل ديراك أستاذًا في مادة الرياضيات بجامعة كامبردج في الفترة ما بين عام 1932 وعام 1969، وأستاذ في مادة الفيزياء بجامعة ولاية فلوريدا في الفترة ما بين 1971 حتى 1984.

## السيرة الذاتية

### طفولته
ولد بول أدريان ديراك في بريستول إنجلترا في 8 أغسطس عام 1902 ، وعاش طفولته في منطقة بيشبستون. كان أبوه سويسريًا وأمه إنجليزية. هاجر أبوه تشارلز أدريان لاديسلاس ديراك من سويسرا إلى إنجلترا باحثًا عن عمل، وعمل في بريستول مدرس لغة فرنسية. وكانت أمه فلورنسا هانا ديراك ابنة قبطان إحدى السفن، وولدت في كورنوال بإنجلترا، وعملت كأمينة مكتبةٍ في مكتبة بريستول المركزية.
تكونت عائلته من أختٍ صغرى، بياتريس إيزابيل مارغريت، والمعروفة ببيتي، وأخٌ أكبر اسمه ريجنالد تشارلز فيليكس، ملقب بفيليكس، والذي انتحر في مارس 1925. علق ديراك على هذه الحادثة فيما بعد قائلاً:
«أصيب والداي بضغطٍ عصبيٍ شديدٍ. لم أكن أعلم أنهما يهتمان كثيرًا....لم أكن أعلم أبدًا أن على الآباء الاهتمام بأبنائهم... لكن بعد ذلك أدركت الأمر».
كان تشارلز وأولاده سويسري الجنسية حتى تم تجنيسهم في 22 أكتوبر 1919. كان والد ديراك صارمًا استبداديًا، بالرغم من عدم موافقته على العقاب الجسدي. فكانت العلاقة بين ديراك ووالده متوترة، لدرجة أنه بعد وفاة والده كتب ديراك «أشعر الآن بحريةٍ كبيرةٍ، أخيرًا أصبحت حرّ نفسي». فقد كان تشارلز يجبر أولاده على التحدث معه باللغة الفرنسية فقط بغرض إتقانهم اللغة. وبذلك عندما وجد ديراك بأنه غير قادرٍ على التعبير عن نفسه، اختار أن يبقى صامتًا، ليقضي حياته بعد ذلك خجولًا منعزلًا.

### التعليم

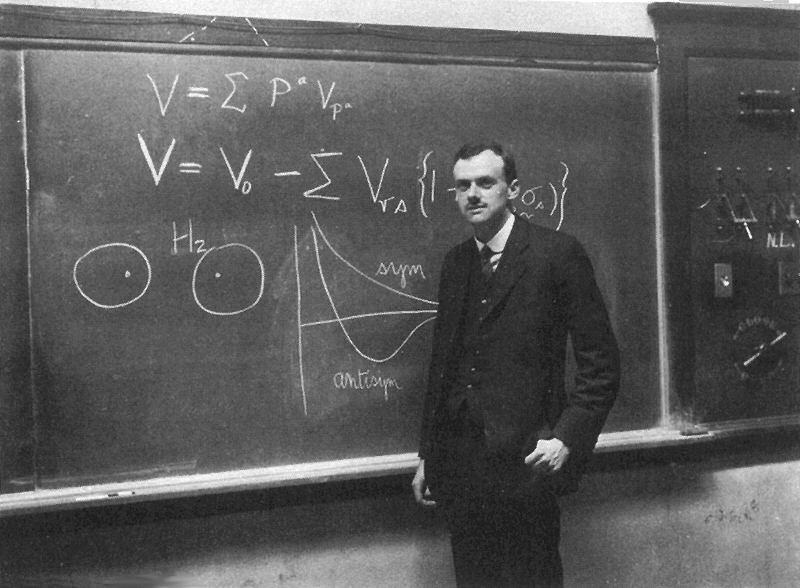
ديراك في شبابه

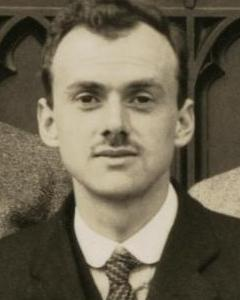
بول ديراك عام 1929 في شيكاغو

درس ديراك في مدرسة المطران للتعليم الإبتدائي (تعتبر هذه المدرسة أكبر مدرسةٍ في بريستول ، درس فيها أيضًا الممثل الإنجليزي الشهير كاري غرانت ). ودرس بعد ذلك في مدرسة ميرشانت للبنين للتعليم الفني حيث كان والده مدرسًا للغة الفرنسية. وكانت المدرسة عبارةٌ عن معهدٍ مرتبطٍ بجامعة بريستول ولها نفس الأساس والمعلمين ، وتهتم بتدريس المواد التقنية مثل البناء، صناعة الأحذية، الصناعات المعدنية واللغات الحديثة. وكان ذلك الأمر غير طبيعيٍ في ذلك الوقت، حيث كان أغلب التعليم الثانوي في بريطانيا متجهًا بشكلٍ كبيرٍ إلى المواضيع الكلاسيكية، وأحب ديراك هذه الأمور، وعبّر عن امتنانه للمدرسة بعد ذلك.
حصل ديراك على منحةٍ دراسيةٍ، ودرس الهندسة الكهربائية في كلية الهندسة بجامعة بريستول، والتي تقع في نفس المكان بجوار مدرسته القديمة. وقبل وقتٍ قصيرٍ من حصوله على شهادته عام 1921، تقدم لامتحان القبول في كلية سانت جونز بجامعة كامبريدج ونجح في الامتحان. وحصل على 70 دولار كمنحةٍ دراسيةٍ، ولكن هذا المبلغ لم يكن كافيًا للعيش والدراسة في كامبريدج. وبالرغم من تخرجه وحصوله على المرتبة الأولى مع مرتبة الشرف، لم يتمكن من الحصول على وظيفةٍ كمهندسٍ بسبب الحالة الاقتصادية السيئة التي مرت بها البلاد بعد الحرب. وبذلك قبل عرض جامعة بريستول بأن يدرس للحصول على درجة البكالوريوس في الفنون والرياضيات بدون أي مصاريف. وسمح له بأن يتخطى عامه الدراسي الأول بسبب شهادته في الهندسة.
في عام 1923، تخرج ديراك وحصل على الترتيب الأول مع مرتبة الشرف مرةً أخرى، وتسلّم 140 دولار منحةً من قسم البحوث العلمية والصناعية. وعند إضافة هذا المبلغ إلى المنحة الأولى التي حصل عليها من كلية سانت جونز، أصبح يملك مالًا كافيًا للعيش في كامبردج. وأخيرًا استطاع ديراك الوصول إلى مبتغاه بدراسة نظرية النسبية العامة، والتي أسرت انتباهه منذ أن كان طالبًا في بريستول، ودراسة المجالات الناشئة عن فيزياء الكم والتي كان يدرسها في ذلك الوقت الفيزيائي وعالم الفلك البريطاني السير رالف هاورد فاولر.
حصل ديراك على شهادة الدكتوراة في يونيو 1926، مقدمًا بذلك أطروحته الأولى عن ميكانيكا الكم. ثم أكمل أبحاثه في كوبنهاغن وغوتنغن.

### الأسرة

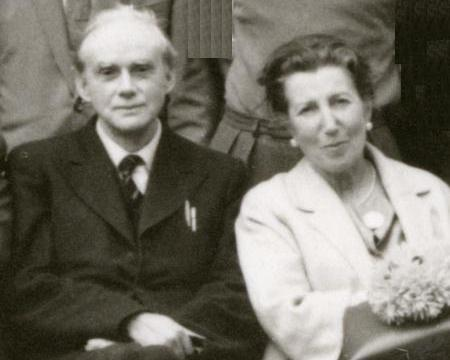
بول ديراك مع زوجته في كوبنهاغن في يوليو 1963

تزوج ديراك من مارجيت ويغنر (أخت الفيزيائي والرياضياتي يوجين بول ويغنر) في عام 1937. وتبنى طفلي مارجيت الإثنين جوديث وجابرييل. وأنجب منها بنتين وهما ماري إليزابيث وفلورنسا مونيكا.
في عام 1934 زارت مارجيت (تعرف أيضا بمانسي) أخاها في بريستون، نيوجيرسي، من وطنها الأم المجر. وأثناء العشاء في مطعم أنيكس قابلت «رجلًا يجلس وحيدًا على الطاولة المجاورة»، وهذا التعبير قاله الفيزيائي الكوري يانج سوه كيم، والذي قابل ديراك وتأثّر به. كما قال أيضًا:
«من حسن حظ المجتمع الفيزيائي أن مانسي اعتنت جيدًا بديراك، ويرجع لها الفضل في قدرة ديراك على نشر إحدى عشرة ورقة بحثية في الفترة بين 1939 و1946، وبسبب أنها اهتمت بكل شيءٍ، استطاع ديراك الحفاظ على مستواه في إنتاج البحوث».

### الشخصية
عرف ديراك وسط زملائه بطبيعته الدقيقة وقلة كلامه. وبسبب قلة كلام ديراك أصبح مادةً خصبةً للمزاح، ففي كامبريدج قاموا باختراع وحدة «ديراك» على أنها كلمة واحدة في الساعة. كان الفيزيائي الدانماركي نيلس بور عندما لا يستطيع إنهاء جملةٍ في مقالةٍ علميةٍ كان يكتب ديراك. وبرر ديراك موقفه قائلًا
«لقد تعلمت في مدرستي بأن لا أبدأ أبدًا أي جملةٍ دون أن أعلم كيف أنهيها».
اعترف ديراك بنفسه في مذكراته التي كان يكتبها أثناء دراسته العليا بأنه يركز فقط على أبحاثه، ولا يتوقف إلا في يوم الأحد ليقوم بالتنزه لمسافاتٍ طويلةٍ وحيدًا.
عندما قال الفيزيائي روبرت أوبنهايمر «إن هدف العلم هو جعل الأشياء المعقدة مفهومةً بطريقةٍ بسيطةٍ»، انتقده قائلا «إن هدف الشعر هو التعبير عن أشياء بسيطةٍ بطريقةٍ معقدةٍ». فكان الإثنين متناقضين.
وفي التقرير الذي نشر عام 2009 عن سيرة حياة فيرنر هايزنبيرغ وبول ديراك أنهم أبحروا يومًا لحضور مؤتمر في اليابان في أغسطس عام 1929، يقول فيه «كان حينها الأثنان في العشرينات من عمرهما، وغير متزوجين، ظهر في ذلك اليوم مدى الاختلاف بينهما. فكان هايزنبرغ بارعًا مع النساء، يغازل باستمرار ولا يتوقف عن الرقص. بينما كان ديراك مهووسًا إدوارديًا، كما وصفه كاتب السيرة الذاتية جراهام فارميلو، يعاني من أبسط أشكال التواصل الاجتماعي أو المحادثات القصيرة».
في منتصف الحفلة سأل ديراك هايزنبرغ «لماذا ترقص؟» فأجابه قائلا: «عندما توجد فتيات لطيفات، أكون مسرورًا بالرقص معهن». تأمل ديراك هذة الفكرة وقال «ولكن يا هايزنبرغ، كيف تعرف مسبقًا أن الفتيات لطيفات؟».
وتوجد قصةٌ شهيرةٌ رُويت بأكثر من طريقةٍ، عندما قام صديقٌ أو طالبٌ بزيارة ديراك ولم يكن يعرف بأمر زواجه، وعندما لاحظ أن الزائر قد تفاجأ برؤيته امرأةٍ جذابةٍ في البيت، قال ديراك «هذه هي أخت وينغر». أقرت مارجيت ديراك بحدوث تلك القصة عندما أخبرت كل من الفيزيائي الروسي جورج جاموف وأنطون كابري في ستينيات القرن الماضي بأن زوجها قدمها للزائر كالتالي: «اسمحوا لي أن أقدم لكم أخت وينغر، وزوجتي».
وتوجد قصة أخرى عن ديراك عند مقابلته للشاب ريتشارد فاينمان في إحدى المؤتمرات، بأن ديراك تكلم بعد فترة صمتٍ طويلةٍ قائلًا:«أنا لدي معادلة، هل لديك معادلة؟».
بعد إلقاءه محاضرةٍ في إحدى القاعات، رفع زميلٌ له يده وقال: «أنا لم أفهم المعادلة الموجودة في أعلى الجانب الأيمن من السبورة». وساد الصمت المكان حتى سأل المشرف ديراك عن إذا كان لا يريد الإجابة عن السؤال، فرد عليه ديراك قائلًا: «ولكن هذا ليس سؤالًا، إنه تعليقٌ».
عرف ديراك أيضا بتواضعه الشديد، فسمى معادلة تطور الزمن لميكانيكا الكم، والتي كان أول من كتبها معادلة هاينزبرغ للحركة. ونفس الأمر مع إحصاء فيرمي ديراك للفيرومونات والذي يوضع احتمالية تواجد إلكترون ما يملك طاقة معينة في حالة كمومية ما، وإحصاء بوز-أينشتاين الذي يهتم بالبوزونات. فقد أصر ديراك على تسمية الإحصاء الأول بإحصاء فيرمي. والثاني بإحصاء إينشتاين.

### الآراء الدينية

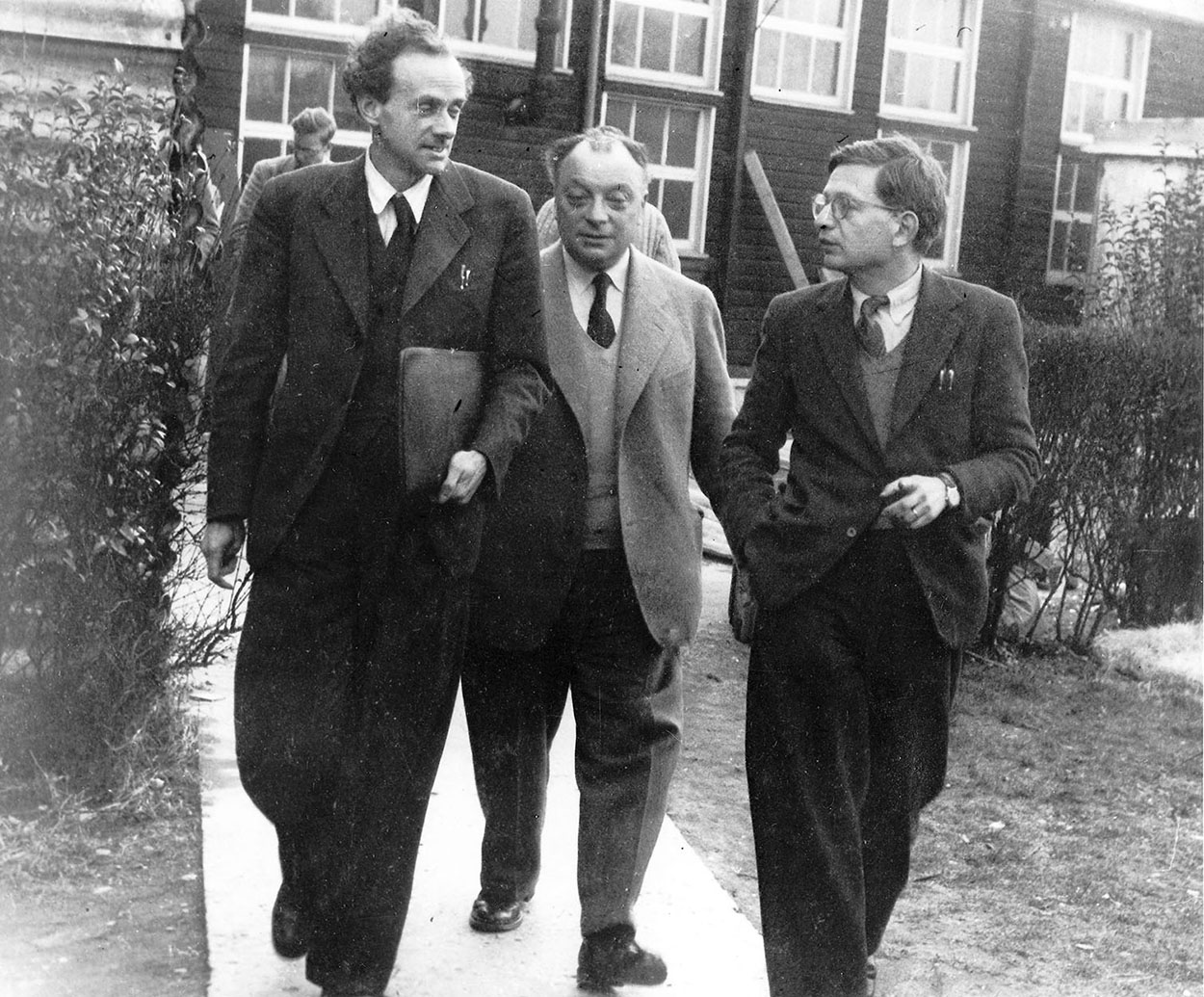
بول ديراك مع فولفغانغ باولي ورودولف بيرلز في برمنغهام عام 1953

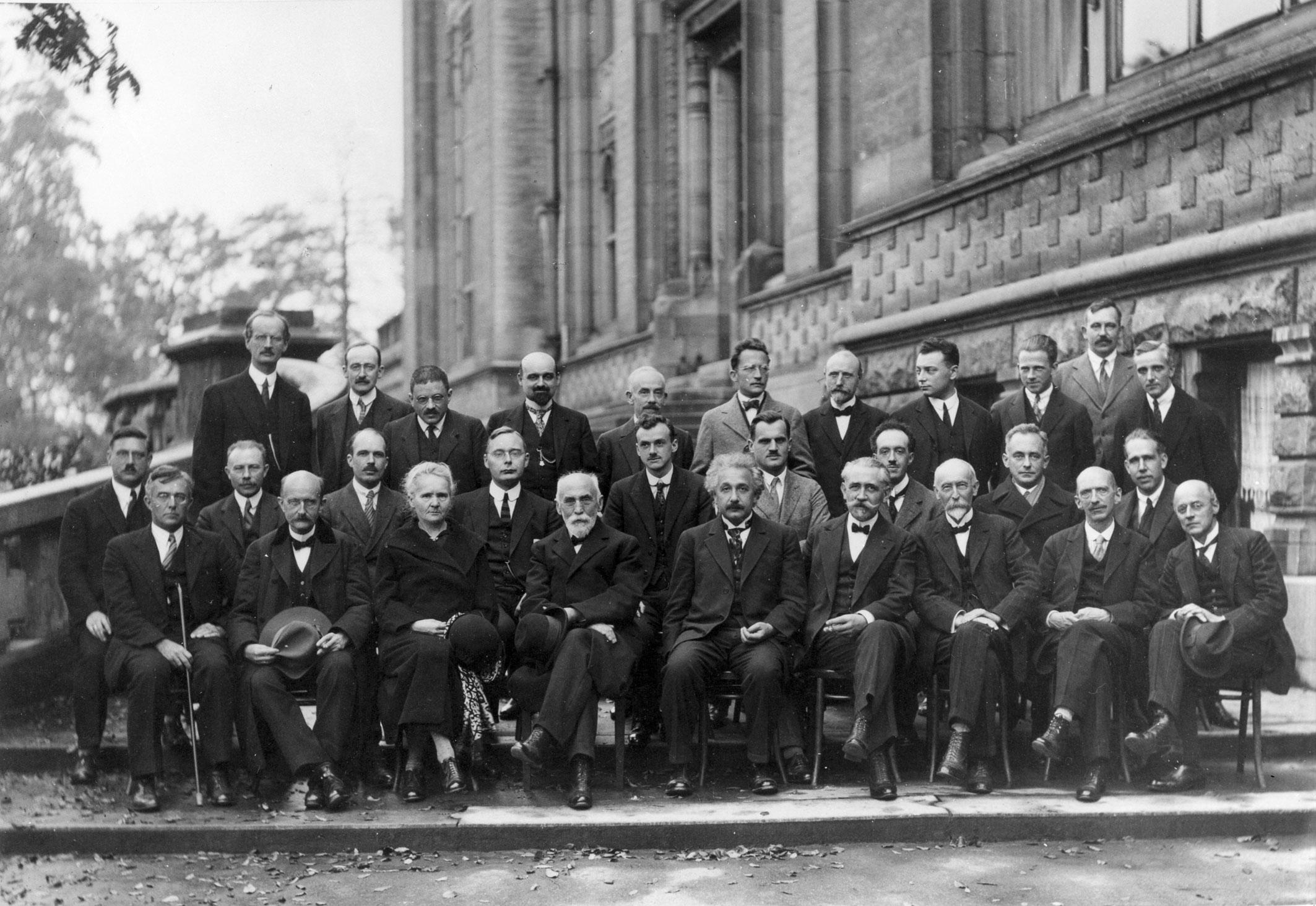
بول ديراك في الصف الثاني خلف آينشتاين وهندريك أنتون لورنتس بين الهولندي هندريك أنتوني كرامرز والأمريكي آرثر كومبتون في مؤتمر سولفاي الخامس عام 1927.

نشر هاينبرغ محادثةً تمت بين الشباب المشاركين في مؤتمر سولفاي عام 1927، عن آراء آينشتاين وبلانك الدينية من جهة والنمساوي فولفغانغ باولي وديراك من جهةٍ أخرى، حيث انحصر دور ديراك فيها عن نقد الاستخدام السياسي للدين، والذي لقي إعجاب وتقدير الدانماركي نيلز بور عندما أعاد له هاينزبرغ ما قاله ديراك. وكان مما قاله:
«لا أستطيع أن أفهم لماذا يجب أن يكون موضوع النقاش عن الدين. إذا كنا صادقين - ويجب على العلماء أن يكونوا كذلك – يجب أن نعترف بأن الدين هو خليطٌ من الادعاءات الكاذبة، لا أساس له في الواقع. وأن فكرة وجود إله هو فكرةٌ من خلق خيال الإنسان. وواضحٌ الآن لماذا آمن الإنسان البدائي بوجود قوىً عليا تتحكم في الطبيعة أكثر من الإنسان الحالي، فكان سبب الإيمان هو الخوف، أما الآن، فنحن نفهم العديد من أمور الطبيعة، فلا يوجد لدينا سببٌ للإيمان. ومنذ ولادتي، لا أستطيع أن أرى الإله القادر على كل شيءٍ قد ساعدنا بأي شكلٍ من الأشكال. فما أراه حقًا هو أن هذا الافتراض يؤدي إلى العديد من التساؤلات، مثل لماذا يسمح الإله بوجود هذا القدر من البؤس والظلم، واستغلال الفقراء من قبل الأغنياء، والعديد من الفظائع والتي كان يمكن أن يمنعها. وإذا كان الدين ما زال يُدرّس حتى الآن، فهذا بسبب أن بعضًا منا يريد أن يُبقي الطبقة السفلى من الناس صامتةً. فالناس الصامتون يسهل حكمهم واستغلالهم على عكس الصاخبين وغير الراضين، فالدين هو نوعٌ من أنواع الأفيون والذي يسمح للأمة بأن تمني نفسها بالأحلام لتنسى الظلم الواقع عليها. ولذلك يوجد تحالفٌ وثيقٌ بين القوتين السياسيتين، الحكومة والكنيسة، فكلاهما يحتاج وهم وجود مكافآتٍ من الإله: في الجنة إن لم تكن على الأرض، لكل من ماتوا بدون أن يعترضوا على الظلم، وللذين قاموا بواجبهم بهدوءٍ وبدون شكوى. ولذلك يدخل إيمان الإنسان بوجود إلهٍ ضمن أكبر الخطايا المميتة».
كان رأي هاينبرغ أكثر تقبلًا. أما باولي الذي كان قد نشأ كاثوليكيا، والتزم الصمت حتى تم سؤاله عن رأيه، قال:«حسنًا، صديقنا ديراك يمتلك دينًا خاصًا، وأهم مبادئه هو أنه لا يوجد إلهٌ، وأن باول ديراك هو رسوله». فانفجر جميع من بالقاعة بما فيهم ديراك بالضحك.
وبمرور الزمن، خف هجوم ديراك اللاذع على الدين. فكما وضّح كاتب مقالةٍ في طبعة مايو 1963 لمجلة ساينتفك أمريكان، كتب ديراك:
«يبدو أن إحدى السمات الأساسية للطبيعة أن القوانين الفيزيائية الموصوفة بالرياضيات تمتلك قدرًا كبيرًا من الجمال. ويجب على الفرد أن يمتلك قدرًا كبيرًا من الرياضيات ليستطيع فهمها. وقد تتسائل: لماذا الطبيعة شُيّدت على هذه الخطوط؟ شخصٌ واحدٌ فقط قادرٌ على تفسير سبب الدقة المتناهية في وجود الطبيعة. يجب علينا أن نتقبل الأمر ببساطةٍ. يمكن لهذا الشخص أن يجيب بأن الإله هو رياضياتيٌ من نوعٍ فريدٍ، واستخدم رياضياتٍ متقدمةً جدًا لخلق الكون، وكل معرفتنا في الرياضيات لم تمكننا إلا من فهم جزءٍ بسيطٍ جدًا من الكون. ومع محاولتنا في تطوير الرياضيات أكثر وأكثر، نستطيع أن نأمل أن نفهم الكون أفضل».
في عام 1971، في إحدى المؤتمرات، عبّر ديراك عن رأيه في فكرة وجود إله. وفسّر قائلًا بأن فكرة وجود إله لا يمكن أن تُبرّر إلا بأن يكون هذا قد حدث في الماضي:
«لك أن تتخيل صعوبة بدء حياةٍ من لا شيء. كما لك أن تتخيل عن مدى صعوبة بدء حياة مرة في كوكبٍ من بين كل هذة الكواكب. تخيل معي أن فرصة بدء حياةٍ في ظروفٍ فيزيائيةٍ صحيحة هي 10^-100. ليس لدي أي سببٍ منطقيٍ لطرح هذا الرقم. إنما أريدك فقط أن تنظر إلى الموضوع بأنه ممكن الحدوث. فتحت تلك الظروف، فإنه من شبه المؤكد أن الحياة لن تنشأ. وأنا أؤمن بأن عند تطبيق تلك الظروف فإنه من الضروري افتراض وجود إلهٍ ليبدأ الحياة. ولا أستطيع أن أؤمن بأن الحياة والتي يُعَبَّر عنها بهذا الكم الهائل من قوانين الفيزياء قد حدثت بالصدفة العمياء. ولذلك يجب أن يكون هناك إلهٌ، وهذا الإله يرينا قدرته في القفزات الكمومية التي تحدث من وقتٍ لآخرٍ. ومن ناحيةٍ أخرى، إذا أمكن للحياة أن تبدأ بكل سهولةٍ ويسرٍ ولا تحتاج لتدخلٍ إلهي، فإني أستطيع القول بأنه لا يوجد إله.»
ديراك لم ينحاز إلى أي رأيٍ، وإنما قام بوصف احتمالية الإجابة عن وجود إلهٍ بأسلوبٍ علميٍ.

### التكريم
نال ديراك في حياته العديد من الجوائز والتكريمات من ضمنها:
- جائزة نوبل، مناصفةً مع زميله إرفين شرودنغر في عام 1933 «لاكتشاف صيغ جديدة للنظرية الذرية».[27]
- الميدالية الملكية عام 1939.
- وسام كوبلي من الجمعية الملكية وميدالية ماكس بلانك من الجمعية الفيزيائية الألمانية عام 1952.
- تم انتخابه كعضوٍ في الجمعية الملكية عام 1930 [42]، وحصل على العضوية الشرفية في الجمعية الفيزيائية الأمريكية، وهي ثاني أكبر منظمةٍ تضم فيزيائين في العالم. وعضويةٌ شرفيةٌ في معهد الفيزياء بلندن عام 1971 .
- كان أول من حصل على جائزة روبرت أوبنهايمر التذكارية عام 1969.[43][44]
- نال وسام الاستحقاق عام 1973، بعد رفضه لقب فارس.[28]

### الوفاة

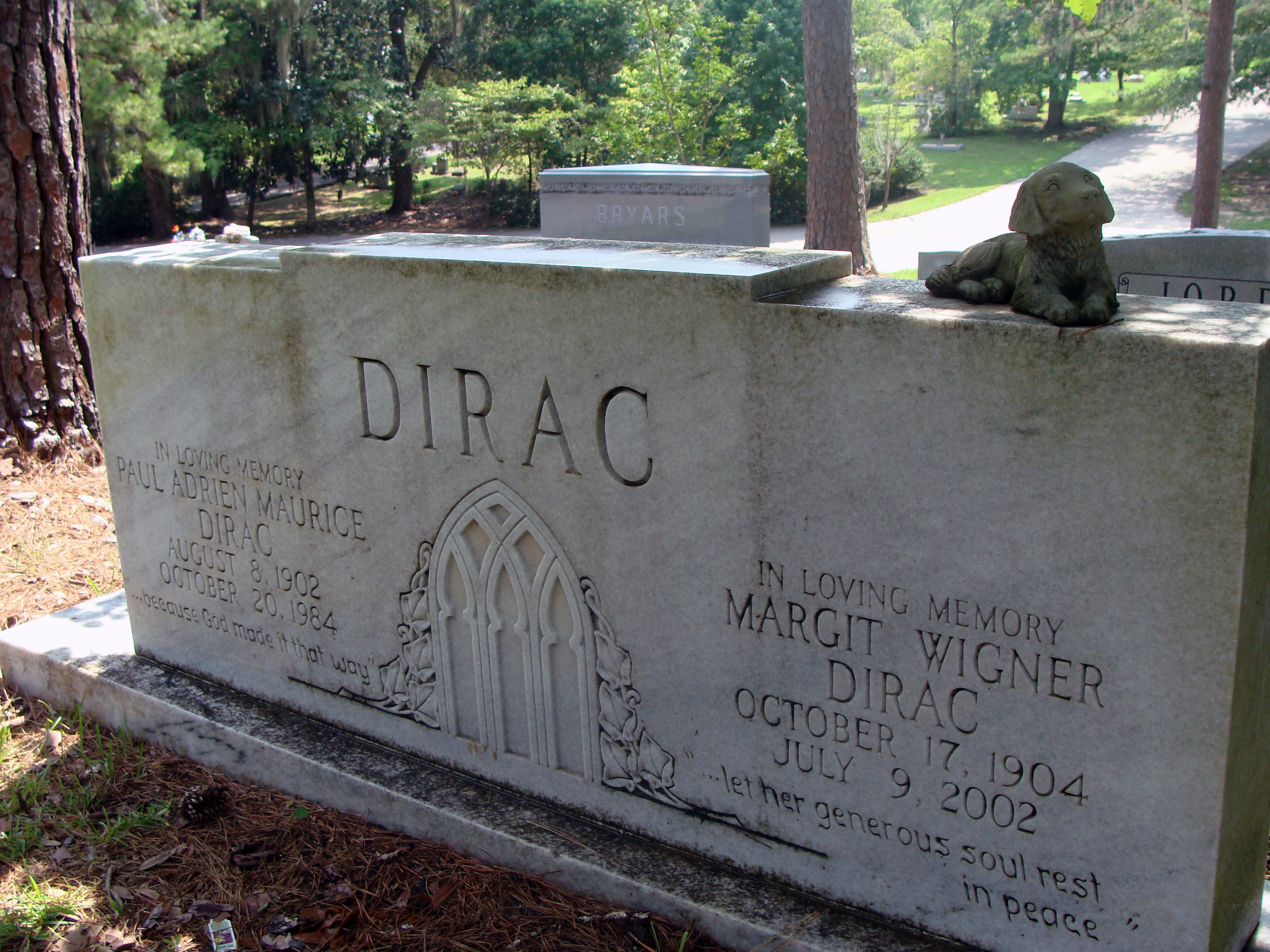
قبر بول ديراك في مقبرة روسيلاون، تالاهاسي، فلوريدا

توفي ديراك عام 1984 في تالاهاسي فلوريدا، ودفن في في مقبرة روسيلاون في تالاهاسي. في يوم 1 أغسطس عام 1991، تم تشييد نصبٍ تذكاريٍ له في حديقة سانت-موريس، سويسرا، البلدة الأصلية لعائلة والده. وفي يوم 13 نوفمبر 1995 شيد له نصبٌ تذكاريٌ مصنوعٌ من الأردواز الأخضر، منقوشٌ عليه معادلته في دير سانت بيتر في وستمنستر، وهو ما رفضه مدير الدير إدوارد كاربنتر في بادئ الأمر بسبب كون ديراك معاديًا للمسيحية، ولكنه وافق أخيرًا بعد مرور خمس سنواتٍ.

## أعماله
حظي ديراك بشهرةٍ كبيرةٍ كفيزيائيٍ نظريٍ في الكم بفضل أعماله في مجالين مختلفين، إذ برهن وحده، كما فعل شرودنغر، على أن الميكانيك المصفوفي والميكانيك الموجي متكافئان. كما أنجز أول مرحلةٍ في تطوير الدينمية الكهربية أو التحريك الكهربائي (الإلكتروديناميك) الكمومي، أثبت من خلالها أن نظرية ماكسويل يمكن وصفها في قالبٍ ميكانيكيٍ. ففي تعبير ديراك عن ميكانيك الكم هناك دالةٌ للمكان والزمان تسمى بدالة الحالة، وهي تمثل الحالة الفيزيائية لأي جُسيمٍ أو منظومةٍ من الجسيمات، وهي تحوي كل المعلومات التي يمكن أن يحصل عليها المرء من رصد المنظومة، وأي عمليةٍ فيزيائيةٍ يمثلها مؤثرٌ رياضيٌ يطبق على دالة الحالة.
عامل ديراك المجال كهرومغناطيسي معاملة مجموعةٍ من الهزازات، لأن سلوك كل واحدٍ منها كان من الوجهة الميكانيكية الكمومية معروفاً معرفةً جيدةً، ويمثّل كل واحدٍ منها فوتونًا، فأحل ديراك بهذة الطريقة الهزازات الميكانيكية الكمومية محل الحقل الكهرومغناطيسي المكسويلي التقليدي، وأصبح كل هزازٍ يخضع لمعادلة شرودنغر الموجية الخاصة به. فكان هذا التقدم إعلاناً ببداية ما يدعى اليوم بنظرية الحقل الكمومية التي يستخدمها بكثرة هذه الأيام فيزيائيو الجسيمات عالية الطاقة.

### الجاذبية
إهتم ديراك بدراسة المجالات، وقام بتطوير نظرية الحقل الكمومي (تطبيق لنظرية الكم على نظرية الحقل الكلاسيكية) بإضافة قيودٍ جديدةٍ عليها، مكونًا بذلك الشكل البدائي لكلٍ من نظرية المقياس ونظرية الأوتار الفائقة التي نستخدمها الآن. ويتضّح مدى تأثير وأهمية أعماله بمرور الوقت، كما يستفيد فيزيائيو الوقت الحالي من المفاهيم والمعادلات التي قام بتطويرها بشكلٍ كبيرٍ.

### ميكانيكا الكم
بدأ ديراك مشواره في نظرية الكم الحديثة في أواخر سبتمبر عام 1925، وفي عام 1927 أصبحت إسهامات ديراك في ميكانيكا الكم معترفًا بها عالميًا. وبدأ في محاولة الحصول على نظريةٍ نسبيةٍ للإلكترون، معترفًا بأن المعادلة الموجية النسبية التي حصل عليها شرودنغر وفيزيائيون آخرون ليست بالمعادلة التي تُرضي، لأنها تعطي احتمالاتٍ سالبةً، أي أنها لا تصلح لتحديد موضع الإلكترون في أي منطقةٍ معينةٍ في الفضاء. وكان ديراك يرى أن الصعوبة ناشئةٌ عن أن علاقة أينشتاين بين الطاقة والاندفاع تربط مربع الطاقة بمربع الاندفاع بدلًا من أن تربط الطاقة بالاندفاع. في حين أن الميكانيك الموجي يتطلب استخدام الطاقة، لا مربعها، في تركيب المعادلة الموجية، لذلك كان على ديراك أن يأخذ الجذر التربيعي لعبارة الطاقة عند آينشتاين. وهذا ما قام به بالفعل، ولكن دفع ثمنه، إذ إن طريقته في الحصول على الطاقة والعمل بها بدلًا من مربعها أدخل تعقيداتٍ غير متوقعةٍ. فقد قام بحل معادلة شرودنغر التموجية اللانسبية في حالة الإلكترون أربع معادلاتٍ مختلفةٍ.
ولكن طريقة ومعادلاته الأربعة لم يستسغها هايزنبرغ وباولي، حتى أنهما رفضا الفكرة في البدء كليًا ولم يقبلا بها إلا على مضضٍ، بسبب أن حلول هذه المعادلات الأربع أعطت نتائج تتعلق بديناميك الذرة تفوق بصورةٍ واضحةٍ تلك التي أعطتها المعادلة اللانسبوية.

### الأقطاب المغناطيسية
في عام 1931، إقترح ديراك أن وجود أحادي القطب المغناطيسي (هو جسيم أولي، وهو عبارةٌ عن مغناطيس منفصلٍ يحمل أحد القطبين المغناطيسيين دون الآخر) في الكون سيكون كافيًا لشرح طبيعة الشحنة الكهربية. وفي عام 1975 ، وعام 1982 ، وعام 2009، ظهرت نتائج مثيرةً للاهتمام عن إمكانية تحديد الأقطاب المغناطيسية، ولكن لا يوجد حتى الآن دليلٌ قاطعٌ على وجودها.

## طلابه

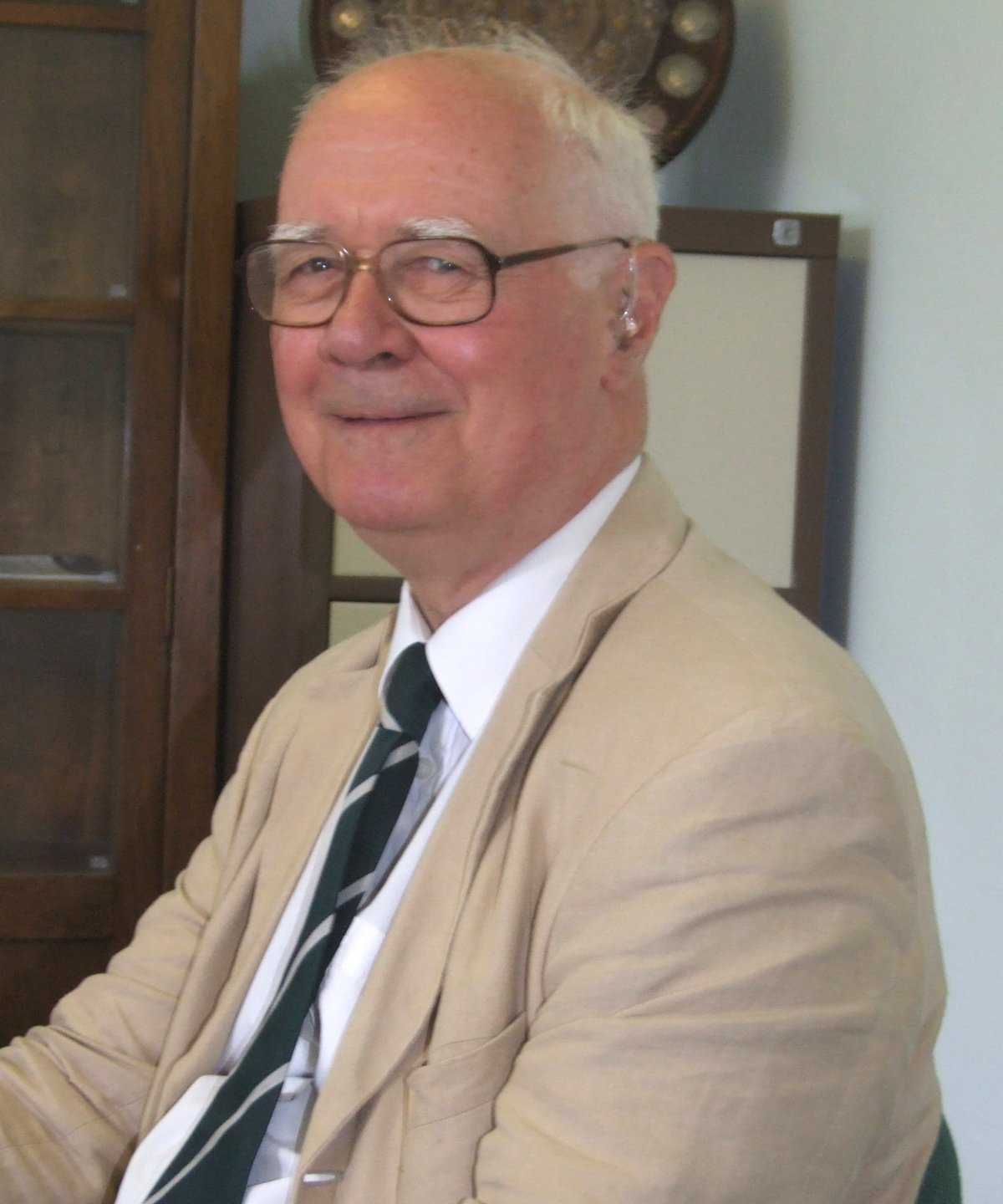
جون بولكينغهورن أحد تلاميذ ديراك

كان لدى ديراك العديد من التلاميذ أهمهم الفيزيائي ومفكر الدين البريطاني جون بولكينغهورن، والذي قال: «سُئِل ديراك مرةً عن طبيعة إيمانه، فاتجه ديراك إلى السبورة وكتب عليها أن معادلات الطبيعة يجب التعبير عنها بمعادلاتٍ جميلةٍ».

## إرثه

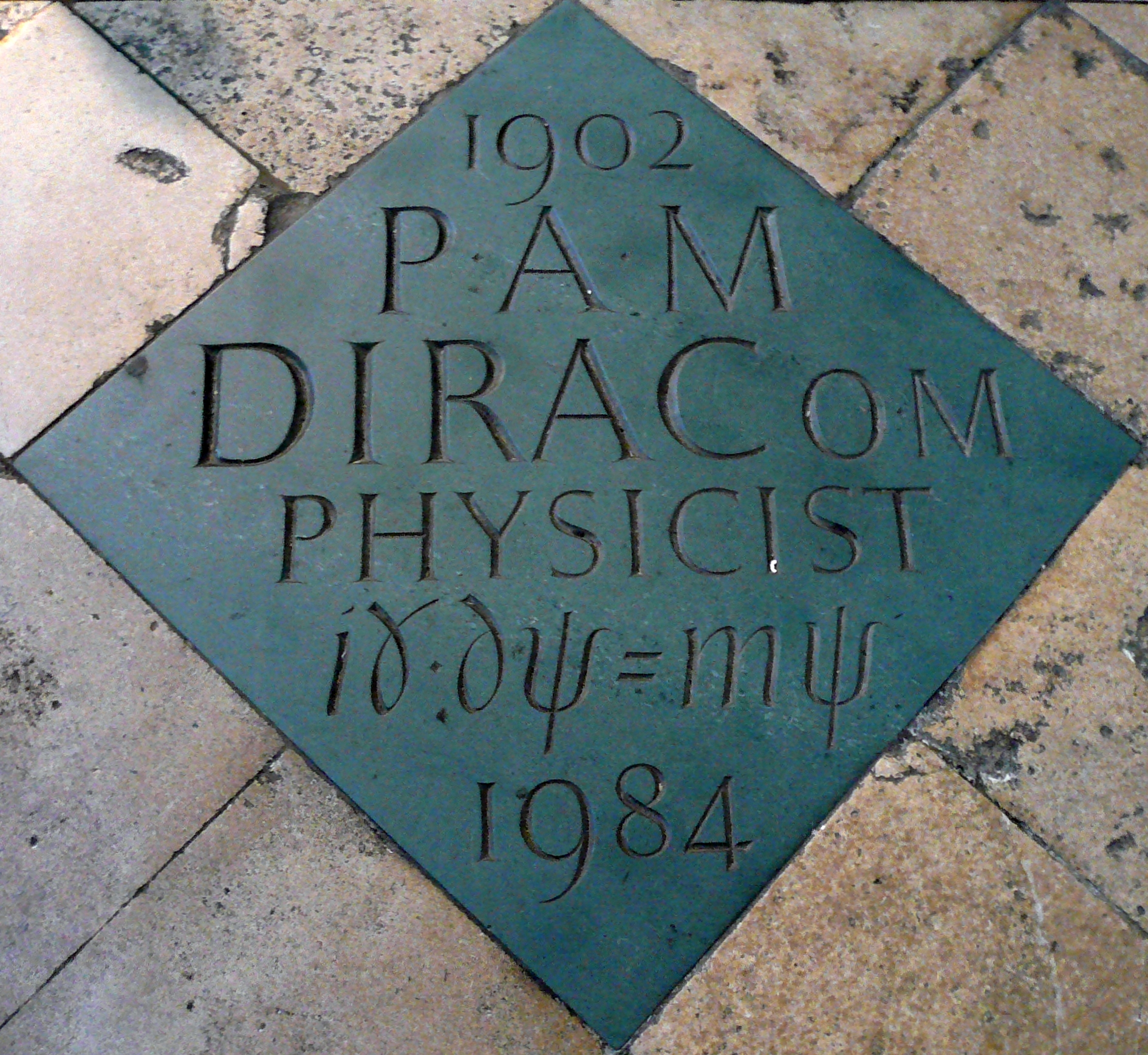
علامة ديراك التذكارية بدير وستمنستر.

في عام 1975، أعطى ديراك سلسلةً من خمس محاضراتٍ في جامعة نيو ساوث ويلز، تم تجميع هذه المحاضرات في كتابٍ ونشر بعنوان الاتجاهات الفيزيائية في عام 1978. وقام بالتبرع بأرباح هذا الكتاب للجامعة للمساهمة في نشر سلسلة محاضرات ديراك. وكرمت جامعة نيو ساوث ويلز ديراك، وخصصت جائزةً باسمه، وهي وسام «ديراك الفضي» ويعطى للفيزيائيين النظريين لتشجيعهم.
بعد وفاة ديراك بفترةٍ وجيزةٍ، خصصت منظمتان مكونتان من فيزيائيين، جائزةً سنويةً تعطى في ذكرى وفاته. معهد الفيزياء والذي يعتبر المعهد الأشهر لعلماء الفيزياء في المملكة المتحدة، وكان أول من حصل عليها ستيفن هوكنغ عام 1987، جون ستيوارت بيل عام 1988، وروجر بنروز عام 1989. ويعطي المركز الدولي للفيزيائيين النظريين جائزة وسام ديراك كل عامٍ في يوم ميلاده (8 أغسطس).

## أبحاثه ومنشوراته
- نشر كتابًا بعنوان «مبادئ ميكانيكا الكم» عام 1930، من دار نشر جامعة أكسفورد، والتي تعتبر أكبر مطبعةٍ جامعةٍ في العالم.
- نشر كتابًا بعنوان «محاضرات في ميكانيكا الكم» عام 1966.
- نشر كتابًا بعنوان «محاضرات في نظرية الحقل الكمومي» في عام 1966.
- نشر كتابًا عن النسبية العامة في عام 1975، يتكون هذا الكتاب من 69 صفحةٍ يلخص فيه النظرية النسبية العامة لإينشتاين.

## روابط خارجية
- بول ديراك على موقع الموسوعة البريطانية (الإنجليزية)
- بول ديراك على موقع مونزينجر (الألمانية)
- بول ديراك على موقع ميوزك برينز (الإنجليزية)
- بول ديراك على موقع إن إن دي بي (الإنجليزية)
- سيرة بول دايرك على اليوتوب